# Furacão Helene (1958)
O furacão Helene foi o ciclone tropical mais intenso da temporada de furacões no oceano Atlântico de 1958. A oitava tempestade tropical e quarto furacão do ano, Helene foi formada  em 21 de setembro de 1958 a partir de uma onda tropical a leste das Pequenas Antilhas. Movendo-se continuamente para o oeste, a tempestade intensificou-se lentamente, atingindo a força de um furacão em 24 de setembro. Como as condições se tornaram cada vez mais favoráveis para o desenvolvimento de ciclones tropicais, Helene começou a intensificar-se rapidamente. Perto da costa leste dos Estados Unidos, o furacão atingiu rapidamente a intensidades de categoria 4 em 26 de setembro, antes de posteriormente atingir o seu pico de intensidade com ventos sustentados máximos de 240 km/h (150 mph) e uma pressão barométrica mínima de 930 mbar (hPa; 27,46 inHg). O intenso furacão chegou perto de 10 mi (15 km) de Cabo Fear, Carolina do Norte, antes de voltar para o mar. Acelerando para o norte, Helene enfraqueceu gradualmente e fez a transição para um ciclone extratropical ao passar por Terra Nova em 29 de setembro. Os remanescentes extratropicais de Helene atravessaram para o leste através do Oceano Atlântico antes de se dissiparem perto da Grã-Bretanha em 4 de outubro.
Apesar de não ter atingido a costa da Carolina do Norte, a sua proximidade com a terra causou grandes danos em toda a costa leste dos EUA. Os ventos fortes resultaram em cortes de energia generalizados, cortando as telecomunicações ao longo da costa. Uma estação meteorológica em Wilmington, Carolina do Norte, relatou uma rajada de vento de 217 km/h (135 mph), estabelecendo um novo recorde para rajadas de vento mais rápidas relatadas lá. Embora concentrada principalmente na Carolina do Norte, as chuvas foram generalizadas, chegando ao norte até Maine. Nos Estados Unidos, os danos chegaram a US$ 11,2 milhões e houve uma morte indireta. Após impactar os EUA, Helene produziu fortes ventos e chuvas fortes em grande parte do Canadá Atlântico. Na Ilha de Cape Breton, na Nova Escócia, a tempestade foi considerada a pior em pelo menos 21 anos. Quedas de energia cortaram a maioria das comunicações da ilha para o continente e os danos materiais em Sydney, Nova Escócia, totalizaram C$ 100.000. No desembarque de Helene em Newfoundland, fortes rajadas chegando a 132 km/h (82 mph) na Estação Naval Argentia foram relatados, e a perda de energia cortou as comunicações. Os danos ali totalizaram pelo menos C$ 100.000. Os danos totais associados a Helene nos Estados Unidos e Canadá totalizaram US$ 11,4 milhões, fazendo de Helene a tempestade mais cara da temporada.

## História meteorológica
As origens do furacão Helene remontam a uma onda de leste que se formou perto de Cabo Verde em 16 de setembro. Movendo-se em direção ao oeste devido aos ventos alísios associados à célula de Hadley, a perturbação se intensificou gradualmente. Em 20 de setembro, navios nas proximidades do sistema relataram atividade generalizada de chuvas e pressões barométricas geralmente baixas.  Cedo no dia seguinte, um vôo de reconhecimento relatou evidências de uma circulação fraca,  com rajadas de 56 km/h (35 mph) em fortes rajadas ao redor do centro de circulação. Em 02:00 mais tarde naquele dia, o escritório do United States Weather Bureau em San Juan, Porto Rico, começou a publicar boletins sobre o sistema de interesse público. Em HURDAT, a onda tropical foi classificada pela primeira vez como uma depressão tropical às 0600 UTC em 21 de setembro, bem a leste das Antilhas de Leeward. Na época, a depressão tinha ventos máximos sustentados de 48 km/h (30 mph).
Movendo-se em uma trilha oeste-noroeste a aproximadamente 32 km/h (20 mph) no início de 22 de setembro, a tempestade inicialmente mudou pouco de intensidade. No entanto, um grande anticiclone troposférico superior se desenvolveu ao longo da costa do Atlântico sul, produzindo o vento cortante favorável necessário para o desenvolvimento do ciclone tropical. Um segundo vôo de reconhecimento relatou um ciclone tropical intensificado, indicando que o sistema de tempestade atingiu a intensidade de tempestade tropical. Em 00:00 UTC em 23 de setembro, a depressão atingiu força de tempestade tropical, com ventos máximos de 64 km/h (40 mph) e uma pressão mínima central de 1013 mbar (hPa; 29,92 inHg).  O US Weather Bureau emitiu o seu primeiro comunicado sobre a tempestade tropical recém-desenvolvida em 16:00 UTC mais tarde naquele dia, dando à tempestade o nome de Helene. Apesar da má organização da tempestade, Helene se intensificou gradativamente nas condições favoráveis geradas pelo grande anticiclone. Ao longo do dia, um segundo anticiclone moveu-se para o leste até se situar fora dos estados do Meio-Atlântico, enquanto um vale médio nos níveis mais baixos da atmosfera situou-se na costa leste dos Estados Unidos. Isso abriria um caminho para Helene passar muito perto dos Estados Unidos.  A tempestade tropical atingiu a intensidade do furacão em 2200 UTC em 2200 UTC em 24 de setembro, enquanto localizado 425 mi (685 km) a leste de Fort Pierce, Flórida. No entanto, na análise pós-temporada, verificou-se que Helene atingiu a intensidade do furacão mais cedo naquele dia, por volta de 1200 UTC.  Na época, ventos fortes se estendiam até 220 mi (355 km) fora do centro de circulação da tempestade.
O furacão ficou cada vez mais forte à medida que se movia em direção ao noroeste em torno da periferia oeste do Açores High em 25 de setembro Encontrando o anticiclone situado fora dos estados do Meio-Atlântico, Helene começou a se curvar ligeiramente em direção ao oeste. A falta de fortes correntes de direção nas proximidades da tempestade fez com que o furacão se movesse muito lentamente ao longo do dia, dando tempo para que o furacão se intensificasse significativamente. Pelas 00:00 UTC em 26 de setembro , Helene reforçou-se para o equivalente a um furacão categoria 2 atual, com pressão mínima de 980 mbar (hPa; 28,94 inHg). Movendo-se lentamente em direção às Carolinas, o furacão se intensificou rapidamente. Um voo de reconhecimento relatou uma pressão mínima de 948 mbar (hPa; 28,00 inHg), uma queda de 40 mbar (hPa; 1,18 inHg) do dia anterior.  Conforme o furacão se aproximava da costa, o seu olho tornou-se aparente nas imagens do radar meteorológico WSR-57 de longo alcance. Por volta das 18:00 UTC em 26 de setembro, Helene reforçou-se para um furacão categoria 3 e depois para um furacão categoria 4 no dia seguinte. O grande furacão continuou a se fortalecer antes de atingir o seu pico de intensidade em 27 de setembro com ventos de 240 km/h (150 mph). No entanto, a pressão barométrica mais baixa de Helene de 930 mbar (hPa; 27,46 inHg) foi registrado no início do dia.  Ainda movendo-se para noroeste devido à influência do Alto dos Açores, o furacão veio dentro de 10 mi (15 km) da costa leste dos EUA antes de voltar para o nordeste em direção ao mar.
À medida que Helene recurva e acelerava em direção às latitudes mais ao norte, ela se enfraquecia continuamente. Por 1200 UTC em 28 de setembro, Helene não era mais um grande furacão. O campo de vento do furacão também se expandiu do centro da tempestade à medida que enfraquecia. Ao meio-dia de 29 de setembro, Helene enfraqueceu a uma força mínima de furacão e, posteriormente, fez a transição para um ciclone extratropical em 1800 UTC naquele dia, embora ainda mantivesse ventos com força de furacão. Quase ao mesmo tempo, Helene passou por Terra Nova, com ventos fortes se expandindo em 500 mi (800 km) do centro do sistema, coincidindo com o parecer final do US Weather Bureau sobre o sistema.  Os remanescentes extratropicais de Helene continuaram para o leste através do Atlântico, tornando-se uma característica sinótica dominante, antes de se dissiparem totalmente às 06:00 UTC em 4 de outubro a oeste da Grã-Bretanha.

## Preparações

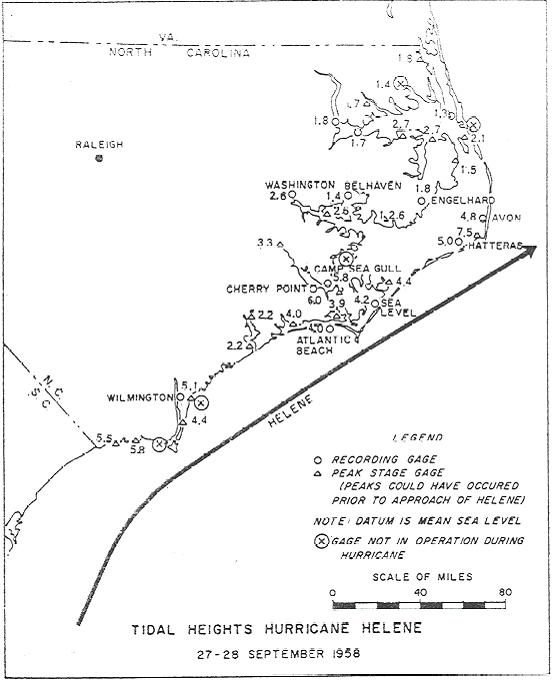
Caminho de Helene perto das Carolinas

Após a formação da tempestade, o Departamento de Meteorologia alertou os navios no caminho de Helene sobre as condições iminentes, e o fez durante toda a duração da tempestade. Como a tempestade moveu-se para o oeste em 23 de setembro, avisos especificados para que pequenas embarcações nas ilhas do norte das Bahamas permaneçam em "lugares protegidos". Após a previsão de que Helene permaneceria ao norte do arquipélago, os avisos foram suspensos, exceto para pequenas embarcações ao longo da costa dos Estados do Atlântico Sul. Perto da costa leste dos Estados Unidos no início de 24 de setembro, o Weather Bureau começou a emitir boletins especiais para emissoras de rádio e televisão. Ao mesmo tempo, pequenas embarcações foram avisadas da tempestade que vinha das Carolinas para o sul. No dia seguinte, o escritório de previsão do tempo (WFO) em Charleston, Carolina do Sul, começou a emitir declarações locais sobre o furacão, enquanto alertas de pequenas embarcações foram transferidos para o norte, para regiões costeiras entre o Cabo Hatteras, Carolina do Norte e Daytona Beach, Flórida. O primeiro alerta de furacão foi emitido em 10:00 UTC em 26 de setembro para toda a costa da Geórgia até Charleston, Carolina do Sul. Um alerta de vendaval foi postado ao mesmo tempo para áreas costeiras de Daytona Beach, Flórida, a Wilmington, Carolina do Norte. Os alertas de pequenas embarcações continuaram a mudar para o norte junto com Helene.
Como a tempestade começou a se intensificar rapidamente em 26 de setembro, áreas sob vigilância de Savannah, Geórgia a Cape Fear, Carolina do Norte foram atualizadas para uma área de emergência de furacão às 16h UTC. As comunidades afetadas foram aconselhadas a iniciar medidas de precaução imediatamente e evacuar. Embarcações e pequenas embarcações foram instruídas a exercer "extrema cautela". Os avisos de vendaval foram alterados para alertar as áreas entre Fernandina, Flórida, para o Cabo Hatteras, Carolina do Norte. Os alertas aumentados fizeram com que os WFOs emitissem boletins locais sobre o furacão iminente. Na época, o Weather Bureau projetou Helene para fazer um landfall na Carolina do Sul. Essas previsões de queda de terra mudaram mais para o norte ao longo da costa ao longo do tempo, antes de serem interrompidas depois que Helene se afastou completamente da costa. Às 04:00 UTC em 27 de setembro, os avisos de furacão foram estendidos para incluir áreas entre Cape Fear e Cape Hatteras, Carolina do Norte. A emissão do alerta de vendaval refletiu as mudanças e foi também deslocada para o norte, para a área de Virgínia Capes, enquanto os alertas de furacão cobriam ambas as áreas de alerta. Às 16:00 UTC mais tarde naquele dia, avisos de emergência de furacão e vendaval foram estendidos ao norte até Manteo, Carolina do Norte, enquanto os alertas de furacão continuaram para regiões costeiras de Savannah, Geórgia a Myrtle Beach, Carolina do Sul. Depois que Helene começou a recurvar para longe da costa, todos os avisos ao sul de Wilmington, na Carolina do Norte, foram interrompidos às 22:00 UTC em 27 de setembro. Conforme Helene passava por certas áreas, os avisos foram interrompidos após a passagem da tempestade. Às 10:00 UTC no dia seguinte, todos os avisos de furacão em terra foram rebaixados para avisos de vendaval ou descontinuados. No entanto, avisos de vendaval em alto mar ainda foram emitidos para regiões oceânicas de Virgínia Capes a Cape Cod, Massachusetts. Pouco depois, todos os avisos, com exceção dos avisos de vendaval offshore, foram interrompidos. Os avisos restantes duraram até 22:00 UTC em 28 de setembro Apesar de não emitir nenhum aviso, o Weather Bureau alertou os interesses em Newfoundland e previu ventos com força de furacão para afetar a ilha.
Devido aos potenciais impactos de Helene, o Weather Bureau começou a aconselhar a evacuação de emergência imediata nos seus avisos. As áreas entre Beaufort, na Carolina do Sul e Cape Fear, na Carolina do Norte, foram instadas a iniciar os procedimentos de evacuação imediatamente. A Cruz Vermelha do Sudeste Americano enviou dez avisos de equipe de campo a locais na Geórgia e na Carolina do Sul a fim de ajudar na instalação de abrigos de emergência. A Cruz Vermelha realizou 27 conferências de preparação de furacões para planear os procedimentos de preparação. Outras organizações de defesa civil também mobilizaram equipas e equipamentos para a preparação do furacão. O Weather Bureau enviou uma estação meteorológica móvel para Charleston, Carolina do Sul, a fim de monitorar as condições meteorológicas e alertar as populações vizinhas com equipamento de rádio de curto alcance. Praias na costa da Carolina do Norte, incluindo Wrightsville Beach e Carolina Beach, foram completamente evacuadas durante a noite de 27 de setembro. Em Wilmington, Carolina do Norte, 100 membros da Guarda Nacional dos Estados Unidos foram enviados para monitorar propriedades à beira-mar, enquanto 60 outros foram mantidos em espera. Veículos civis que tentavam entrar em Myrtle Beach, na Carolina do Sul, foram enviados de volta pela patrulha rodoviária 15 mi (25 km) fora dos limites da cidade, seguindo uma ordem emitida pelo governador da Carolina do Sul, George Bell Timmerman, Jr. A ordem foi emitida para minimizar as vítimas e evitar saques. Aproximadamente 100 membros da Guarda Nacional e da polícia local foram mantidos para patrulhar a praia. Apesar das repetidas ordens de evacuação obrigatória, algumas pessoas permaneceram em Myrtle Beach. As autoridades da Defesa Civil evacuaram os retardatários à força, mas outros foram autorizados a permanecer.

## Impacto e consequências

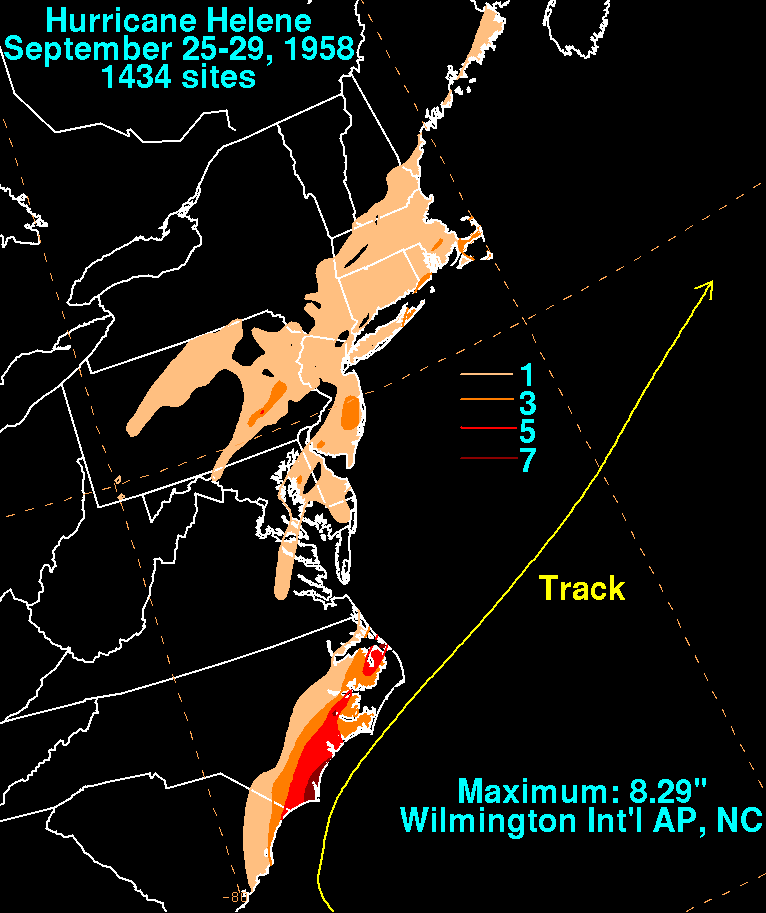
Total de chuvas nos Estados Unidos

Apesar de não atingir a costa, a proximidade de Helene com os Estados Unidos resultou em impactos ao longo da Costa Leste. Os impactos foram mais graves na Carolina do Norte, onde o furacão se aproximou mais. Os impactos do vento foram sentidos principalmente da Carolina do Sul à Virgínia, embora uma zona frontal tenha ajudado a trazer a precipitação para o norte até Maine. Nos Estados Unidos, Helene causou $ 11,2 milhões em danos e uma fatalidade indireta.

#### Carolina do Norte
Quase paralela à costa da Carolina do Norte a partir de 26 de setembro, o movimento lento e forte intensidade de Helene resultaram em impactos moderados a pesados nas áreas costeiras do estado. Apesar da categoria do furacão. Com a intensidade do furacão, devido à sua abordagem mais próxima da terra remanescente no mar, a onda de tempestade permaneceu menor do que a previsão inicial. A trilha do furacão também colocou a sua onda de tempestade mais forte no hemisfério oriental da tempestade, longe de qualquer massa de terra. As alturas de pico atingiram 1.8 m (6 ft) perto da Estação Aérea do Corpo de Fuzileiros Navais Cherry Point. Em Wilmington, Helene produziu ondas oceânicas na costa de 2,5 a 3 vezes por minuto, indicativo de um forte furacão. Lá, o nível cumulativo do mar foi de aproximadamente 2.7 m (9 ft) acima do normal. No entanto, como resultado da tempestade que atingiu a maré baixa, os danos causados pela tempestade foram em grande parte mitigados. Apesar disso, as dunas de areia nas áreas ao sul de Fort Fisher foram destruídas principalmente pelas ondas. Em Cedar Island, os fortes ventos produzidos pelo furacão empurraram as ondas para o interior, inundando as casas. Em outros lugares, ocorreu uma pequena erosão na praia.
Mais para o interior, várias estações meteorológicas relataram ventos com a força de um furacão. O escritório do Weather Bureau em Wilmington, Carolina do Norte, relatou ventos máximos sustentados de 142 km/h (88 mph) e uma rajada de pico de 217 km/h (135 mph), excedendo o recorde anterior de velocidade do vento medida mais rápida de 158 km/h (98 mph) estabelecido durante o furacão Hazel em 1954. Os resorts de praia foram seriamente danificados. Em Wrightsville Beach, localizado a 10 mi (15 km) de Wilmington, 12 casas foram arrasadas pelo furacão. Os danos às casas foram estimados pela polícia em $ 300.000,  e extensos danos ao sistema de água foram relatados. Em Long Beach, os danos foram menos graves, com apenas pequenos danos materiais. Ondas passando por dunas de areia causaram rachaduras nas estradas à beira-mar. Embora as pesquisas não tenham feito estimativas de danos, os danos em Holden Beach foram relatados como piores do que em Long Beach. A 300 ft (90 m) o cais e um pavilhão em Ocean Isle Beach foram destruídos. Em Topsail Beach e Kure Beach, várias casas e empresas foram destruídas ou danificadas. Yaupon Beach e Shallotte também tiveram relatos semelhantes de casas sem telhado. Duas casas na Ilha de Topsail foram demolidas e extensos danos a propriedades foram relatados em Atlantic Beach.  Em Cape Fear, os ventos foram estimados em 201 km/h (125 mph), com rajadas de até 260 km/h (160 mph), bem na intensidade de categoria 3.  Os fortes ventos forçaram o corte de energia em Wilmington como medida de precaução.  Como resultado, 7.000 telefones ficaram fora de serviço. Os danos aos escritórios da Southern Bell Telephone Company custaram US$ 150.000. O total de danos na cidade foi estimado em cerca de US$ 2 milhões. Em Morehead City, um telhado foi levado de um armazém de iates e várias estruturas. Os serviços de telefonia de longa distância também foram cortados. Ao largo da costa da Ilha de Ocracoke, a energia e as comunicações falharam durante a tempestade depois que a ilha foi atingida por ventos de 97 km/h (60 mph). Quedas de energia eram comuns em outras áreas também.  Em Southport, destroços de metal foram espalhados pelas ruas da cidade, e os danos foram descritos como piores do que o furacão Hazel. Metade de seu píer foi varrido pelo mar agitado e outros prédios desabaram ou sofreram grandes danos. Inúmeras árvores, incluindo grandes carvalhos, foram arrancadas pelos ventos.  O Exército dos Estados Unidos forneceu ao porto um gerador elétrico temporário, que fornecia energia para bombas d'água e luz. No Cabo Hatteras, Helene causou cerca de US$ 1 milhões em danos. Embora os danos à infraestrutura tenham diminuído 10 mi (15 km) da costa, danos à colheita foram observados a 40 mi (65 km) no interior. O milho foi a cultura mais afetada por Helene.
A precipitação associada a Helene concentrou-se principalmente nas regiões costeiras da Carolina do Norte, com pico de 8,29 in (211 mm) no Aeroporto Internacional de Wilmington. Em Hatteras, 4,85 in (123,2 mm) de chuva. Precipitação total de pelo menos 3 in (76 mm) eram comuns em outras partes da costa da Carolina do Norte.  Uma morte indireta ocorreu quando um carro derrapou em uma rodovia inundada, matando o motorista. No estado, os danos causados por Helene totalizaram US$ 11 milhões.

#### Carolina do Sul
Os efeitos de Helene na Carolina do Sul foram menos graves do que na Carolina do Norte. Helene fez a sua maior aproximação com o estado em 27 de setembro, 85 mi (135 km). Em Charleston, os ventos sustentados chegaram a 101 km/h (63 mph) e houve danos menores relatados. Árvores e sinais de rua foram derrubadas e casas de praia sofreram danos de cascalho. Ocorreram quedas de energia esporádicas e pequenas em toda a cidade. Os danos pioraram progressivamente de Georgetown a Little River, com acidentes rodoviários, tetos rasgados e cais danificados. Em Harbor Island, 50 por cento da estrutura foi relatado como tendo danos ao telhado, causando e estimados $ 125.000 em danos. Em outro lugar ao longo da costa da Carolina do Sul, a erosão da praia ocorreu devido às fortes ondas, e seções do cais foram arrastadas para o mar. Em Windy Hill e Cherry Grove Beach, três cais de pesca foram danificados. Os danos foram pequenos em Myrtle Beach e se limitaram a danos no telhado e nas janelas.  Mais para o interior, em Columbia, os danos foram mínimos, sem relatos de chuva. Danos leves às plantações foram relatados no interior, particularmente no Condado de Marion. Em todo o estado, os danos foram estimados em US$ 200.000 do furacão, embora isso não inclua a erosão da praia ou danos às dunas de areia.

#### Em outro lugar nos Estados Unidos
Como resultado da recurva de Helene para longe da Costa Leste dos Estados Unidos, os danos nos Estados Unidos fora das Carolinas foram menos graves. Na Virgínia, os danos foram relativamente pequenos. Uma rajada de pico de 90 km/h (56 mph) foi relatado em Norfolk. Em Hampton Roads, os danos foram pequenos e se limitaram a fios elétricos caídos e danos marginais à infraestrutura. Embora as chuvas estivessem concentradas principalmente nas Carolinas, 1.434 pluviômetros oficiais mediram a precipitação em áreas costeiras da Carolina do Sul ao Maine. A precipitação foi ainda aumentada por uma zona frontal ao norte do furacão. Nos Estados do Meio Atlântico, a precipitação atingiu o pico de 5,29 in (134,4 mm) em Myerstown, Pensilvânia. Fora da Pensilvânia ou das Carolinas, nenhuma estação meteorológica relatou chuvas superiores a 5 in (125 milímetros). Na região da Nova Inglaterra, a precipitação atingiu o pico de 4,11 in (104,4 mm) em Hyannis, Massachusetts. Em outros lugares em Massachusetts, totais de precipitação variando de 1 a 4 in (25-100 mm) causou pequenas inundações e desabamentos de estradas. As pequenas inundações levaram a vários acidentes rodoviários.  Outros estados da Nova Inglaterra relataram picos de precipitação de pelo menos 1 in (25 mm), com o pico mais baixo ocorrendo em uma estação meteorológica em Machias, Maine, que relatou 1,16 in (29,5 mm) de precipitação.

### Canadá Atlântico

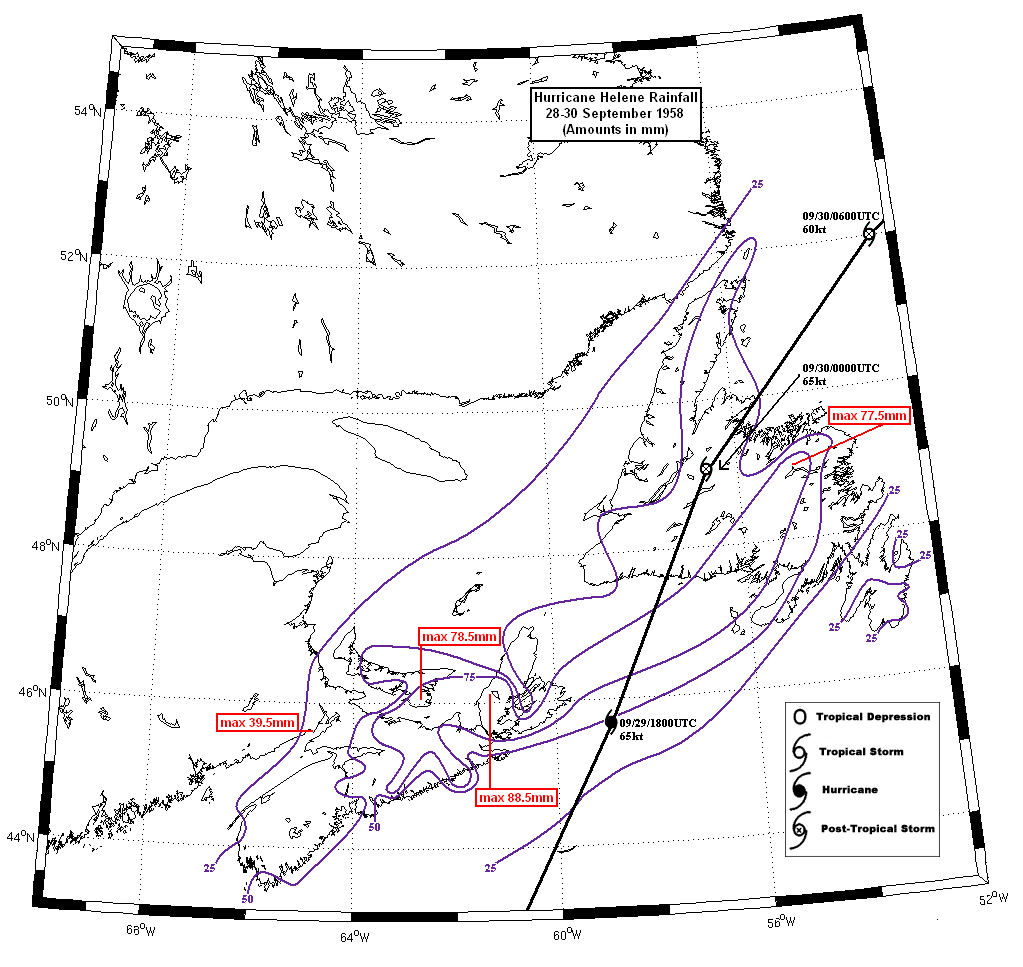
Mapa de chuvas no Canadá Atlântico

Quando Helene se aproximou do Canadá Atlântico no processo de transição para uma tempestade extratropical, ela produziu chuvas fortes e ventos fortes ao longo da região. Passando a leste da Nova Escócia em 29 de setembro, Helene fez cair pelo menos 1 in (25 mm) de precipitação em toda a província, com pico de 3,48 in (88,5 mm) na Ilha de Cape Breton. As rajadas chegaram a 80 km/h (50 mph) através do Estreito de Cabot,  110 km/h (70 mph) em CFB Shearwater e 97 km/h (60 mph) em Summerside, Ilha do Príncipe Eduardo. A tempestade danificou linhas de transmissão na ilha, mas elas foram rapidamente reparadas. Os fortes ventos arrancaram as árvores em Halifax e Dartmouth, na área de Nova Scotia. Na Nova Escócia, os piores efeitos de Helene foram sentidos na Ilha de Cape Breton, onde a tempestade foi considerada a pior em pelo menos 21 anos. Apenas uma linha de comunicação da ilha para o continente foi eficaz depois que a tempestade passou.  Numerosas linhas de elétricas derrubadas resultaram em pequenos incêndios, e escolas foram fechadas em toda a ilha. Em Sydney, Nova Scotia, houve danos consideráveis à propriedade e até 700 as pessoas perderam a eletricidade.  A falta de eletricidade suficiente forçou a suspensão das publicações do Cape Breton Post e interrompeu os procedimentos normais de cozinha em restaurantes. Os danos à comunidade totalizaram C $ 100.000. Offshore, o cúter da Polícia Montada Real Canadense Fort Walsh, medindo 115 ft (35 m) de comprimento, foi levado à costa na costa da Ilha de Scatarie. O cais de pesca em Caribou, Nova Scotia, foi destruído pelo mar agitado gerado por Helene, e pelo menos 1.000 armadilhas para lagostas foram transportadas como resultado para o estreito de Northumberland. Em New Brunswick, os impactos do furacão foram relativamente menores e as chuvas atingiram um pico de 1,56 in (39,5 milímetros).
Acelerando rapidamente para o norte, Helene atingiu a Terra Nova no final de 29 de setembro. A precipitação atingiu o pico em 7,700 mm (305 in) nas partes do norte da ilha, enquanto as chuvas foram geralmente mínimas em toda a Península de Avalon. Uma estação meteorológica na Estação Naval Argentia relatou ventos máximos sustentados de 97 km/h (60 mph) e uma rajada de 132 km/h (82 mph). Os ventos cortaram as comunicações no sudoeste de Newfoundland e cortaram as comunicações em St. John's, São João da Terra Nova do continente. Bell Island foi isolada do resto de Terra Nova devido ao mar agitado gerado por Helene, que resultou na destruição de cais e na falta de serviço de barco. Os danos causados pelo furacão na ilha foram estimados em mais de C$ 100.000.

## Rescaldo
Após a tempestade, o governador da Carolina do Norte Luther H. Hodges e o senador dos Estados Unidos da Carolina do Norte, B. Everett Jordan solicitaram uma declaração de desastre para o estado. O presidente dos Estados Unidos, Dwight D. Eisenhower, designou partes da Carolina do Norte afetadas pela tempestade como áreas de desastre. De acordo com a Cruz Vermelha americana, pelo menos 5.000 as pessoas foram mantidas em abrigos depois de Helene. Seguindo os procedimentos de evacuação em grande escala e resultando em baixas perdas de vidas após a tempestade, o Weather Bureau recomendou que certas organizações recebessem o certificado de Serviço Excepcional para o Público devido à sua cooperação com o Weather Bureau durante a duração do furacão. Os destinatários recomendados foram as estações de rádio WPTF e WRAL e a Patrulha Rodoviária Estadual da Carolina do Norte.